# Hebecephalus rostratus
Hebecephalus rostratus är en insektsart som beskrevs av Beamer och Leonard D. Tuthill 1935. Hebecephalus rostratus ingår i släktet Hebecephalus och familjen dvärgstritar. Inga underarter finns listade i Catalogue of Life.